# Julius Paulsen
 Ikke at forveksle med maleren Oscar Julius Paulsen 1860-1932
Julius Paulsen (født 22. oktober 1860 i Odense, død 17. februar 1940 i København) var en dansk kunstmaler, søn af købmand Knud Christian Paulsen og Betzy Christiane, født Petersen, Julius er lillebror til maleren Agnes Paulsen. 

## Uddannelse
Allerede medens Paulsen var elev på Odense Katedralskole, modtog han nogen tegneundervisning af sin mor; efter sin konfirmation kom han i malerlære, blev elev på Odense Tekniske Skole og malede på egen hånd studier efter naturen samt mindre billeder, af hvilke sidste han fik et – brystbillede af en lille pige – antaget til Charlottenborg Forårsudstilling i 1879, samme år som han blev elev ved Kunstakademiet. Dette gennemgik han i løbet af tre år. Inden han forlod det, var han allerede kendt som en ualmindelig lovende ung maler.
I 1881 havde således et af hans første landskabsbilleder vakt opmærksomhed, året efter kom bl.a. En gul Rose i et Glas, der med rette betegnedes som et af udstillingens yndefuldeste og ejendommeligste blomstermalerier, og i 1882 Cai, et genreagtigt drengeportræt, udmærket ved kærlig opfattelse og ualmindelig form dygtighed. Endnu større anerkendelse end disse arbejder vandt dog i 1883 det legemsstore portræt, Paulsen havde malet efter sin gamle far.

## Rejser
I de følgende år udfoldede Paulsen, der i 1888 og 1895 var på længere udenlandsrejser med understøttelse fra Akademiet, en meget omfattende virksomhed og vandt snart anerkendelse som en af de allerbetydeligste danske mestre. Den Neuhausenske Præmie havde han fået for farens portræt.  
|  |  | I 1887 tilkendtes han årsmedaljen for Adam og Eva, der desuden erhvervedes til Nationalgalleriet; i 1893 fik han den thorvaldsenske udstillingsmedalje, der medfører sæde i Akademiets plenarforsamling, for et dameportræt. Også på de store internationale kunstudstillinger har han flere gange modtaget hædersbevisninger. Paulsen har malet historiske genrekompositioner, iblandt hvilke navnlig det ovennævnte Adam og Eva og det i 1898 udstillede Den hellige Cæcilia (Nationalgalleriet) udmærke sig ved inderlig poetisk stemning, storladen stil og glimrende farve; her som i adskillige af sine egentlige genrebilleder viser han sig som en mester i behandlingen af det nøgne legeme, særlig hvor dette stilles op mod en fin og duftig landskabelig baggrund. |

## Portrætmaler
Som portrætmaler – af bl.a. faren, provst Warburg (til Holmens Kirke), Lorenz Frølich (for Udstillingskomiteen), Laurits Tuxen m.fl. – er han i første række, først og fremmest i sin egenskab af klar og åndfuldt forstående karakterskildrer, dernæst ved sin evne til at stille og bevæge figurerne på en i samme grad tiltalende, naturlig og personlig måde. Her som i kompositionerne viser han sig tillige som en fremragende formkunstner, en fin og sanddru kolorist. 

## Landskabsmaler
Som landskabsmaler er han blandt alle nyere fortolkere af fædrelandets natur den mest udprægede lyriker. Stærkest giver hans poetiske sjæl sig udtryk, hvor motivet er det simplest mulige, stort plan med få, lidet markerede linjer, god plads til luften. Over for sådanne emner opnår han en betydelig virkning af stemningsfuld harmoni, en rigdom af fint samstemte toner. 
Paulsen er begravet på Holmens Kirkegård. Han er herhjemme repræsenteret blandt andet i samlingerne på Statens Museum for Kunst, Skagens Museum og ARoS Aarhus Kunstmuseum.

## Billeder
| - Julius Paulsen portrætteret - Af Knud Søeborg, 1890 - Af P.S. Krøyer, 1907 - Selvportræt, 1922 - Selvportræt, 1927 |

| - Værker af Julius Paulsen - Sankthans ved Tisvilde strand, 1886 - Ung kvinde med to killinger, ca. 1900 - Aftenlandskab, 1901 - Portræt af Frederikke og Laurits Tuxen, 1907 - Interiør med en kvinde ved en seng, 1909 - Runddans i Græsted, 1909 - Under Pont des Arts, 1910 - Arbejdere ved et hus i Paris, 1911 - Portræt af læsende halvnøgen model, 1920 - Portræt af datteren Inger, 1922 - Efter badet Ukendt dato - Mor og barn i soveværelset Ukendt dato - Unge kvinder danser cancan Ukendt dato |